# Helmfried von Lüttichau
Helmut Friedrich Wilhelm Helmfried Graf von Lüttichau (ur. 20 listopada 1956 w Hanowerze) – niemiecki aktor telewizyjny i filmowy. 

## Życiorys
Urodził się w Hanowerze. Pochodzi z rodziny szlacheckiej von Lüttichau w Miśni. Jego ojciec był urzędnikiem Bundesnachrichtendienst, a matka księgarką. W latach 1977–80 studiował w Otto-Falckenberg-Schule w Monachium.
Na początku swojej kariery aktorskiej grał przede wszystkim na scenie w różnych teatrach: Wuppertaler Bühnen (1980–1982), Schauspielhaus we Frankfurcie (1982–1985), Freien Volksbühne w Berlinie (1985–1986), Nationaltheater Mannheim (1987–1992), Theater Oberhausen (1992–1994), Düsseldorfer Schauspielhaus (1994–1996) i Forum Freies Theater (1997).
Występował też w filmach telewizyjnych, a później także w produkcjach kinowych, w tym w komedii Ossi’s Eleven (2008) jako Boris czy filmie przygodowym Vicky – wielki mały wiking (2009) jako pirat.
Pisze także wiersze. W 2012 opublikowano jego pierwszą książkę Buch was mach ich wenn ich glücklich bin (Co mam kiedy jestem szczęśliwy).

## Filmografia
- 1998: Balko jako komisarz Deters
- 1998: Klaun (Der Clown) jako Roland
- 2000: Kobra – oddział specjalny jako Krollov
- 2001: Tatort (Miejsce zbrodni) jako dr Jürgen Saupe
- 2006: Auta jako Fillmore (Bully) – dubbing
- 2006: Balko jako Ludwig Anschütz
- 2009: Z boską pomocą (Um Himmels Willen) jako
- 2009: Vicky – wielki mały wiking jako dziewiarz pirat
- 2009: Tatort (Miejsce zbrodni) jako Arzt
- 2010–2014: Ostatni gliniarz (Der Letzte Bulle) jako Martin Ferchert
- 2011: Gnomeo i Julia (Gnomeo & Juliet) jako Faun (głos)
- 2011–2017: Hubert und Staller jako Johannes 'Hansi' Staller
- 2017: Bettys Diagnose jako Paul Gebhardt